# Sierra de la Aciñeira
La Sierra de la Aciñeira es una sierra situada al norte de Valdeorras, en el límite con la provincia de León. Limita al norte con el valle del río Selmo y al sur con el valle del río Sil. Está formado por pizarras, esquistos, areniscas y calizas.
El pico más alto de la sierra es A Turrieira, con 1.610 metros sobre el nivel del mar.